# And Straight on 'Til Morning
And Straight on 'Til Morning es el vigésimo segundo y último episodio de la segunda temporada de la serie de televisión estadounidense de fantasía y drama, Once Upon a Time. El episodio se transmitió originalmente en los Estados Unidos el 12 de mayo de 2013, mientras que en América Latina el episodio debutó el 20 de junio de 2013. El episodio fue coescrito por los creadores de la serie Edward Kitsis y Adam Horowitz; y la dirección general del episodio estuvo a cargo de Dean White.
En este episodio Emma, Regina, Mary Margaret, David y Garfio deciden olvidar sus diferencias y trabajar juntos para evitar la aniquilación de Storybrooke, la cual ha sido activada por los forasteros Greg Mendell/Owen Flynn y Tamara. En otra parte del pueblo el Sr. Gold se lamenta por haber perdido a su hijo. Mientras en el pasado de Garfio, el pirata recuerda los días que paso junto a Baelfire en Nunca Jamás.          

## Argumento

### En el pasado de Garfio
Poco después de haber rescatado a Baelfire del mar de Nunca Jamás, Garfio desarrolla una especie de extraño interés por el niño hasta el punto en el que ignora las advertencias de William Smee, quien comenta que el líder de Nunca Jamás está buscando a Baelfire. Luego de haber escondido al niño con éxito de Felix y su grupo que se llaman a a sí mismos los chicos perdidos, Garfio descubre que Baelfire es el hijo de Milah y Rumplestiltskin. 
Como era de esperarse, el pirata no desaprovecha la oportunidad que se la ha presentado para herir a su peor enemigo y para conseguir su objetivo, Garfio se acerca Bae para ofrecerle su amistad y le confiesa que él también fue abandonado por su padre. Al escuchar esto, Bae por fin se abre con Garfio, le confiesa que es hijo del Oscuro y que éste tiene una daga que además de ser la fuente de sus poderes también puede asesinarlo. Tras enterarse de un dato muy importante en su venganza, Garfio le enseña a Bae cómo navegar un barco pirata.  
Lo que parecía ser el inicio de una relación paternal entre ambos termina de forma abrupta, cuando Bae encuentra un dibujo detallado de su madre y comprende que Garfio es el responsable de haberla asesinado. Aunque el pirata consigue contarle al niño que el responsable de la muerte de Milah es nada menos que Rumplestiltskin, aun así Bae no quiere estar al lado del hombre que destruyó a su familia y termina prefiriendo ser encontrado por los chicos perdidos. Justo antes de partir del barco, Garfio le confiesa a gritos que gracias a sus acciones ahora se dedicará por completa a su venganza en contra del Oscuro.
Más tarde cuando Bae es llevado a Nunca Jamás, los chicos perdidos se dan cuenta de que el niño no es el que están buscando y que se han equivocado de nuevo. Felix no se afecta exclamando que todavía tienen tiempo y que Peter Pan nunca falla. Eventualmente vuelven a posar su mirada en un dibujo del niño que buscan, el cual resulta ser Henry Mills. 

### En el bosque encantado
Un restaurado Príncipe Phillip acompañado de Aurora y Mulan y encuentran en una playa del bosque encantado el cuerpo inconsciente de Neal Cassidy.

### En el presente de Storybrooke
El Sr. Gold decide pasar un poco de tiempo junto a su nieto Henry Mills y de paso aprovechar para intentar asesinar al niño que cree que en el futuro será su fin. Su intento se ve frustrado cuando al lugar llegan Emma, Mary Margaret y David con las noticias de la muerte de Neal Cassidy/Baelfire y de la inminente destrucción de Storybrooke a manos de los forasteros. Gold y Henry quedan devastados tras la noticia de la muerte de Neal. Gold cree que la muerte de su hijo es el precio a pagar por haber traído la magia al pueblo y decide negarse a intentar detener la destrucción, afirmando que está listo para morir.  
En las minas de Storybrooke, Owen Flynn/Greg Mendell, Tamara y Garfio llevan el detonador de la maldición oscura hasta un punto específico y con la ayuda de un pico de los enanos, consiguen activar el diamante que restaurará el bosque que solía estar en donde ahora está el pueblo, provocando que todos aquellos que no hayan nacido en el mundo real morirán. Al ver la crueldad de la que son capaces los forasteros, Garfio comienza a reflexionar por primera vez de sus acciones. 
Gold regresa a su tienda donde encuentra con sorpresa a los enanos saqueando el negocio para recuperar un objeto valioso de Estornudon/Tom Clark y así ayudarlo a recuperar sus recuerdos con ayuda de un antídoto desarrollado por la madre superiora/el hada azul. Antes de retirarse, Leroy/Gruñón le da a Gold una segunda dosis para ayudar a Bella a recuperar sus recuerdos. Aunque el hechicero se mostraba renuente en despertar a su amada para enfrentar sus inminentes muertes, Gold termina usando el antídoto para pasar sus últimos momentos con Bella. Cuando Lacey bebe la fórmula de inmediato vuelve a ser Bella.  
En el apartamento de Emma, Henry y Regina se reúnen y poco después todos los presentes comienzan a sentir el temblor en señal de que el detonador ha sido activado. De repente, Garfio llega al apartamento, diciendo que está decidido a ayudar a detener la destrucción del pueblo con tal de sobrevivir. Basándose en todas las opciones que les quedan, los héroes y villanos deciden usar los frijoles mágicos como una ruta de escape antes de que sea tarde. Regina se ofrece a usar sus poderes para retrasar el efecto del detonador y darles el tiempo suficiente de reunir a los demás y recuperar los frijoles.   
Garfio y David rastrean a Greg y Tamara y tras una breve pelea, el pirata consigue uno de los dos frijoles. Mientras tanto, Emma y Regina se encuentran en las minas donde se encuentra el detonador, Regina usa su magia para retrasar el efecto y revela a Emma que este proceso le quitará toda su energía, por lo que no tendrá el tiempo suficiente para alcanzarlos y morirá en la destrucción de Storybrooke.  
En Granny's, todos los habitantes de Storybrooke se reúnen para escapar, pero cuando Henry se entera del sacrificio de su madre se niega a irse sin ella, por lo que Mary Margaret y David deciden cambiar su plan y usar los frijoles para enviar el detonador a otra dimensión. A pesar de desconocer la efectividad de su improvisado plan, Emma y su familia regresan a las minas para poner en marcha su solución. Para la sorpresa de todos, el frijol fue robado en secreto por Garfio quien se encuentra a punto de abandonar la dimensión con su nave.    
Con Regina cada vez más cansada e incapaz de contener el gatillo, a Emma se le ocurre combinar su magia con la de Regina y de esa forma, las dos consiguen desactivar el detonador y así salvar al pueblo. Justo cuando parecía un triunfo para el bien, de inmediato los personajes de cuentos de hadas notan la ausencia de Henry y lo buscan en el puerto del pueblo solo para contemplar al niño desaparecer en un portal abierto por Greg y Tamara, quienes han recibido como nueva orden capturar a Henry. De repente al lugar llega Garfio, quien tras enterarse de lo acontecido ofrece su nave y el frijol para una búsqueda nueva. Gold se suma al viaje y se despide de Bella confesándole que quizás no vuelva y también le entrega un hechizo para volver a Storybrooke invisible de nuevo. Cuando Gold usa su dispositivo mágico para rastrear a su nieto, todos descubren que el niño esta en Nunca Jamás, por lo que abren un portal dirigiéndose a la legendaria tierra mágica.

## Recepción

### Audiencia
El episodio mantuvo un poco de su audiencia anterior, colocando un 2.2/7 entre gente de 18-49 con 7.33 millones de espectadores, obteniendo un resultado bajo comparado con los 9.66 millones que tuvo el final de la primera temporada.

### Críticas
Hilary Busis de Entertainment Weekly le dio al episodio una crítica positiva, aunque también regular: "Entonces, ¿la segunda temporada de Once fue tan buena como la primera? En resumen: No lo creo. La respuesta larga: El final del último año fue mejor -- Emma rompiendo la maldición oscura y Rumplestiltskin trayendo la magia a Storybrooke -- cambiaron el status quo del show para bien, estableciendo un mundo de nuevas y excitantes posibilidades. En contraste, Henry siendo secuestrado y su disfuncional familia viajando a Nunca Jamás, no cambian las reglas del juego. En pocas palabras, al menos, están estableciendo una temporada 3 como lo fue la temporada 2: viajes y saltos a otras dimensiones y aventuras increíbles con un gran objetivo (¡romper la maldición!) quedándose con una pequeñas, y menos importantes misiones (¡encontrar a Henry! ¡Proteger a Storybrooke de forasteros! ¡Descubrir que ha sido de Roja desde hace 6 meses!)".
EW marcó a Lacey como la número dos en la categoría "La despedida más bienvenida para un personaje no querido", Emma salvando a Regina ganó el número dos de la categoría "El giro más débil", y el número tres para "La siguiente temporada ahora es un relajo". en los premios a los finales de TV en el 2013.
Oliver Sava de A.V. Club le dio al episodio una C- comentando: "Como en la primera temporada, estos últimos 22 episodios de Once Upon A Time han sido salvajemente inconscientes, pero está claro que el programa es más fuerte cuando se enfoca en las relaciones de los personajes para crear más drama en vez de hechizos mágicos y profecías. Un gran protagonismo de magia hace que los escritores se sientan flojos y disminuye mucho la calidad, pero con la mayoría de los personajes en un mundo fantástico al comienzo de la siguiente temporada, no parece que el uso de la magia vaya a disminuir en ninguna manera. La magia es parte fundamental del show no hay manera de que sea eliminada por completo, pero los escritores tienen que dejar de darle preferencia a la historia y enfocarse en encontrar la verdad emocional de los conflictos personales".